# Parafia św. Stanisława Biskupa i Męczennika w New Haven
Parafia św. Stanisława Biskupa i Męczennika w New Haven (ang. St. Stanislaus Bishop & Martyr's Parish) – parafia rzymskokatolicka położona w New Haven, Connecticut, Stany Zjednoczone.
Należy do etnicznych, polonijnych parafii rzymskokatolickich w Nowej Anglii z mszą św. w j. polskim dla polskich imigrantów. Nazwa parafii jest związana z patronem św. Stanisławem ze Szczepanowa. Została ustanowiona 28 grudnia 1901.

## Historia
2 lutego 1896 polscy imigranci New Haven utworzyli Towarzystwo św. Stanisława. 12 września 1900 biskup Hartford powołał ks. Stanisława Musiela na proboszcza w New Haven. Pierwszą mszę św. odprawił 16 września w St Boniface Germania Hall przy Wooster St., natomiast 28 grudnia 1901 powstała parafia św. Stanisława Biskupa i Męczennika. Ks. Musiel kupił nieruchomość na rogu Dwight i Edgewood Ave. i przebudował budynek na kaplicę. 1 stycznia 1904 parafia przeszła pod opiekę Zgromadzenia Księży Misjonarzy św. Wincentego a Paulo. Ks. Jerzy Głogowski CM zakupił były szwedzki kościół luterański przy St. John St., który 23 października 1904 został poświęcony przez biskupa Michael Tierney jako kościół św. Stanisława Biskupa i Męczennika.